# Tudor Băluță
Tudor Băluță (Craiova, Oltenia, 27 de marzo de 1999) es un futbolista rumano que juega como centrocampista en el Universitatea Craiova de la Liga I.

## Trayectoria

### Viitorul Constanța
Băluță inició su carrera en la academia de fútbol de Gheorghe Hagi, la cual se encuentra en la ciudad rumana de Ovidiu en el Distrito de Constanța y que sirve como cantera para el club Viitorul Constanța. Es por este medio que Băluță llega a este club, debutando en la temporada 2015/16. Su primer encuentro oficial se produjo el 2 de mayo de 2016 en la goleada por 6-1 sobre el ASA Târgu Mureș, fecha en la cual también dio su primera asistencia. Previamente, Băluță de 17 años había ingresado al minuto 56 en lugar de Ianis Hagi. No participó en la siguiente campaña aunque salieron campeones de liga sin embargo en la temporada 2017/18 tuvo mucha más actividad, jugando varios encuentros de titular.
La campaña 2018/19 significó su consolidación en el once inicial del Viitorul Constanța, jugando como volante de contención y anotando su primer gol como profesional en la décima jornada de la liga, dándole el triunfo a su equipo sobre el Astra Giurgiu tras anotar el único gol del encuentro.

### Brighton & Hove Albion
El 31 de enero de 2019, con 19 años, firmó con el Brighton & Hove Albion de la Premier League de Inglaterra por tres años y medio, siendo cedido al Viitorul por lo que quedaba de la presente temporada, ayudando a su equipo en Rumania a clasificar a la Europa League y conseguir la primera Copa de Rumania de su historia.
Para la temporada 2019-20, fue considerado en el primer equipo del Brighton, debutando el 25 de septiembre de 2019 en la derrota por 3-1 ante Aston Villa por la Copa de la Liga de Inglaterra.

#### Cesiones
El 17 de enero de 2020 el ADO Den Haag oficializó su llegada hasta final de la temporada 2019-20 en calidad de cedido. El 24 de enero debutó con derrota por 4-0 ante el F. C. Utrecht, jugando como titular. Solo jugó 4 fechas de 8 posibles y retornó a Inglaterra.
En el mes de octubre volvió a ser prestado, marchándose en esta ocasión al F. C. Dinamo de Kiev.

## Selección nacional
Tudor Băluță actualmente integra la selección de fútbol de Rumania, con la cual ha disputado 12 partidos. Además, forma parte de la selección sub-21, con la cual alcanzó las semifinales de la Eurocopa Sub-21 de 2019, donde fue pieza clave en el equipo rumano. Antes integró la sub-19, con la cual anotó 3 goles en 6 encuentros.
El 23 de mayo de 2018, fue convocado por primera vez a la selección mayor para los amistosos a fines de mayo e inicios de junio ante Chile y Finlandia, tras la lesión de Mihai Pintilii quien quedó descartado. Băluță entonces con 19 años de edad debutó frente a Chile el 31 de mayo, ingresando al minuto 71 en reemplazo de Dragoș Nedelcu y Rumania ganó 3-2.

### Participación en Eurocopas
| Torneo                  | Sede                | Resultado   | Partidos | Goles |
| ----------------------- | ------------------- | ----------- | -------- | ----- |
| Eurocopa Sub-21 de 2019 | Italia · San Marino | Semifinales | 4        | 1     |

## Clubes y estadísticas
Actualizado el 24 de mayo de 2025.
| F. C. Viitorul Constanța · Rumania | 2015-16       | 1.ª           | 2   | 0 | 0 | 0 | —  | — | 2   | 0  |
| F. C. Viitorul Constanța · Rumania | 2016-17       | 1.ª           | 0   | 0 | 0 | 0 | 0  | 0 | 0   | 0  |
| F. C. Viitorul Constanța · Rumania | 2017-18       | 1.ª           | 24  | 0 | 1 | 0 | 1  | 0 | 26  | 0  |
| F. C. Viitorul Constanța · Rumania | 2018-19       | 1.ª           | 27  | 2 | 3 | 0 | 4  | 0 | 34  | 2  |
| F. C. Viitorul Constanța · Rumania | Total club    | Total club    | 53  | 2 | 4 | 0 | 5  | 0 | 62  | 2  |
| Brighton & Hove Albion F. C. Inglaterra | 2019-20       | 1.ª           | 0   | 0 | 1 | 0 | —  | — | 1   | 0  |
| Brighton & Hove Albion F. C. Inglaterra | Total club    | Total club    | 0   | 0 | 1 | 0 | 0  | 0 | 1   | 0  |
| ADO Den Haag · Países Bajos | 2019-20       | 1.ª           | 4   | 0 | 0 | 0 | —  | — | 4   | 0  |
| ADO Den Haag · Países Bajos | Total club    | Total club    | 4   | 0 | 0 | 0 | 0  | 0 | 4   | 0  |
| F. C. Dinamo de Kiev · Ucrania | 2020-21       | 1.ª           | 1   | 0 | 0 | 0 | 2  | 0 | 3   | 0  |
| F. C. Dinamo de Kiev · Ucrania | Total club    | Total club    | 1   | 0 | 0 | 0 | 2  | 0 | 3   | 0  |
| F. C. Farul Constanța · Rumania | 2022-23       | 1.ª           | 32  | 6 | 0 | 0 | ―  | ― | 32  | 6  |
| F. C. Farul Constanța · Rumania | 2023-24       | 1.ª           | 12  | 1 | 0 | 0 | 8  | 1 | 20  | 2  |
| F. C. Farul Constanța · Rumania | Total club    | Total club    | 44  | 7 | 0 | 0 | 8  | 1 | 52  | 8  |
| Śląsk Wrocław · Polonia | 2024-25       | 1.ª           | 25  | 0 | 1 | 0 | 0  | 0 | 26  | 0  |
| Śląsk Wrocław · Polonia | Total club    | Total club    | 25  | 0 | 1 | 0 | 0  | 0 | 26  | 0  |
| Universitatea Craiova · Rumania | 2025-26       | 1.ª           | 0   | 0 | 0 | 0 | 0  | 0 | 0   | 0  |
| Universitatea Craiova · Rumania | Total club    | Total club    | 0   | 0 | 0 | 0 | 0  | 0 | 0   | 0  |
| Total carrera | Total carrera | Total carrera | 127 | 9 | 6 | 0 | 15 | 1 | 148 | 10 |
| (1)Incluye datos de la Copa de Rumania (2017/18 y 2018/19) y Copa de la Liga de Inglaterra (2019-20). (2)Incluye datos de la Liga Europa de la UEFA (2017/18 y 2018/19). |               |               |     |   |   |   |    |   |     |    |

## Palmarés

### Títulos nacionales
| Título                  | Club                     | País    | Año     |
| ----------------------- | ------------------------ | ------- | ------- |
| Liga I                  | F. C. Viitorul Constanța | Rumania | 2016-17 |
| Copa de Rumania         | F. C. Viitorul Constanța | Rumania | 2018-19 |
| Liga Premier de Ucrania | F. C. Dinamo de Kiev     | Ucrania | 2020-21 |
| Copa de Ucrania         | F. C. Dinamo de Kiev     | Ucrania | 2020-21 |
| Liga I                  | F. C. Farul Constanța    | Rumania | 2022-23 |